# Братский (Кореновский район)
Братский — посёлок в Кореновском районе Краснодарского края.
Входит в состав Новоберезанского сельского поселения.

## География
Посёлок расположен в 2 км к юго-востоку от административного центра поселения — посёлка Новоберезанского.

## Население
| 2002 | 2010 |
| ---- | ---- |
| 402  | ↘339 |

- пер. Дальний,
- пер. Победы,
- ул. 50 лет Победы,
- ул. Зелёная,
- ул. Новая,
- ул. Пионерская,
- ул. Садовая,
- ул. Школьная.